# Тоне, Валдемар
Ва́лдемар То́не (латыш. Valdemārs Tone; 28 марта 1892 — 30 июля 1958) — латвийский художник.

## Биография
Родился 28 марта 1892 года в Курляндской губернии Российской империи.
Учился в Аннениекской волостной школе (1900—1906), Добельской частной школе Францмана (1906—1907), Рижском городском художественном училище (1909, 1911—1915), Пензенской художественной школе (1915—1916), параллельно занимался ваянием. Его учителями в разное время были Герхард фон Розен, Вильгельм Пурвитис, Янис Роберт Тиллберг, Янис Розенталс, Август Фольц, Константин Рончевский.
В 1913 году на торговом судне, капитаном которого был его брат, совершил путешествие по Средиземному морю с посещением Сицилии, северного берега Африки, Марселя, Ниццы, Барселоны и Малаги.
В годы Первой мировой войны был командиром батальона 2-го резервного полка Латышской стрелковой дивизии. После демобилизации жил в Пскове и Петрограде (1917—1918).
В 1918 году вернулся в Латвию. Преподавал рисование и историю искусств в рижских школах (1919—1920), организовал собственную частную студию (1919—1923), занимался книжной графикой, почтовой миниатюрой, был декоратором в Латвийском Национальном театре. В 1922 и 1929 году, будучи стипендиатом Латвийского фонда культуры, посещал страны Западной Европы. Руководил классом портретной живописи (1925—1932) и классом обнажённой натуры (с 1932) в Латвийской академии художеств (1925—1932).
В 1944 году должен был занять место профессора, но эмигрировал в Германию, впоследствии переехал на постоянное место жительства в Великобританию, где работал до конца своей жизни.
Лауреат премии Латвийского фонда культуры (1924, 1934), обладатель степени выдающегося художника Латвийской академии художеств за заслуги в живописи (1934), кавалер ордена Трёх Звезд IV степени (1938).

## Творчество
Был членом Рижской группы художников (1920—1924), первым председателем общества художников «Садарбс» (1924—1925), почётным членом общества художников Мукусалы. В выставках принимал участие с 1913 года. Первые заметные работы «Женщина с голубем» и «Вечер» (обе 1920) были созданы под влиянием кубизма. Позже выработал индивидуальную манеру письма в которой гармонично сочетались модернистские и реалистичные средства выражения, а также различные живописные техники.
Его работы экспонированы в выставках Латвийского фонда культуры и различных художественных выставках в Латвии и за границей. Персональные выставки проходили в Риге (1921), Детмольде (1946), Мюнстере (1947), Любеке (1948), Лондоне (1952), Стокгольме и Гётеборге (1953). Памятные выставки — в Риге (1959, 1992).
В постоянной экспозиции Латвийского Национального художественного музея находятся картины В. Тоне «Эскиз портрета» (1920) и «У окна» (1932).